# Claude Virden
Claude Felton Virden (Akron, 25 novembre 1947) è un ex cestista statunitense, professionista nella ABA.

## Carriera
Venne selezionato dai Seattle SuperSonics al nono giro del Draft NBA 1970 (142ª scelta assoluta).